# Bambi, una vida al bosc (pel·lícula)
Bambi, una vida al bosc (títol original en francès, Bambi, l'histoire d'une vie dans les bois) és una pel·lícula d'aventures francesa de 2024 dirigida per Michel Fessler. La pel·lícula és una adaptació de la novel·la homònima de Felix Salten. Mylène Farmer és la narradora de la versió original en francès. S'ha doblat al català.